# Stylochaeton crassispathus
Stylochaeton crassispathus är en kallaväxtart som beskrevs av Josef Bogner. Stylochaeton crassispathus ingår i släktet Stylochaeton och familjen kallaväxter. IUCN kategoriserar arten globalt som sårbar.
Artens utbredningsområde är Tanzania. Inga underarter finns listade.